# Bad Boy (chanson de Cascada)
Pour les articles homonymes, voir Bad Boy.
Singles de Cascada
Miracle
(2004) Everytime We Touch
(2005)
Bad Boy est un titre de l'album Everytime We Touch de Cascada.

## Les singles

### 12" maxi single
1. Bad Boy [Club Mix] 6:15
2. Bad Boy [Pulsedriver Remix] 5:54

### 12" remixes maxi single
1. Bad Boy [Central Seven Remix] 5:58
2. Bad Boy [Alex Megane vs Marc van Damme Remix] 6:35
3. Bad Boy [Inverno Edit] 5:10

### Autriche 5" single
1. Bad Boy [Radio Mix] 3:14
2. Bad Boy [Central Seven Radio Edit] 3:02
3. Bad Boy [Alex Megane vs. Marc Van Damme Edit] 3:10
4. Bad Boy [Inverno Radio Edit] 3:22
5. Bad Boy [The 2 Jays Radio Edit] 3:48
6. Bad Boy [Pulsedriver Remix] 6:23
7. Bad Boy [Original Club Mix] 6:18
8. Bad Boy [Central Seven Remix] 6:00
9. Bad Boy [Alex Megane vs. Marc Van Damme Remix] 6:35
10. Bad Boy [Inverno Edit] 5:13
11. Bad Boy [The 2 Jays Remix] 7:13
12. Miracle [Radio Mix] 3:41
13. Miracle [Original Club Mix] 6:09